# Två myror

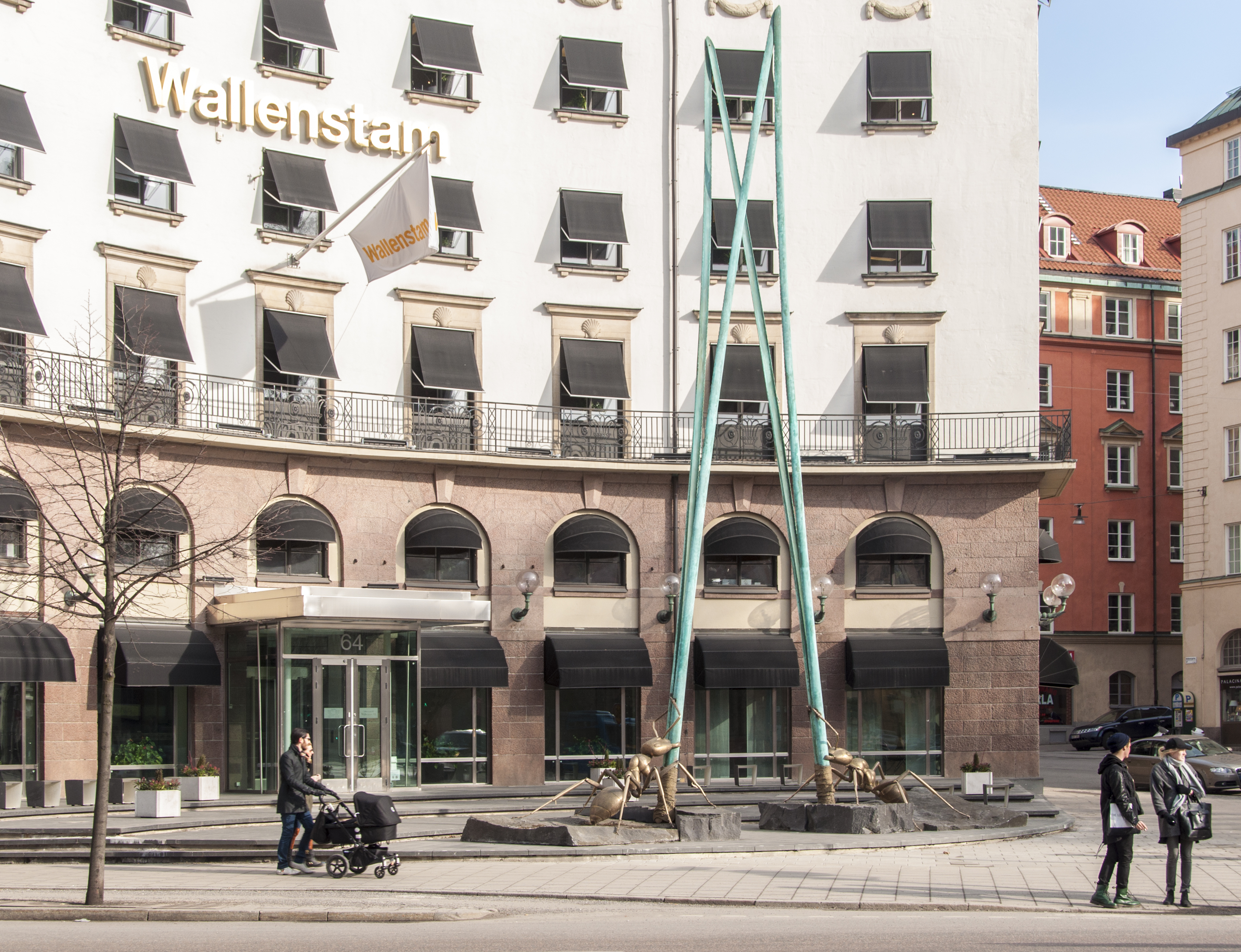
Skulpturen Två myror.

Två myror är en skulpturgrupp av konstnären Torgny Larsson vid korsningen Birger Jarlsgatan och Rådmansgatan på Östermalm i Stockholm. Konstverket är ett projekt av Sällskapet Kultur och Vision. 
Gruppen består av två stora myror, gjutna i brons, som bär upp två 12 meter höga barr av brons-metalliserade stålrör. Den är placerad framför fastighetsbolaget Wallenstams AB:s Stockholmskontor och knyter an till bolagets logotyp som består av en myra som bär på ett barr. Idégivare och initiativtagare till denna skulptur är Daniel Kraus från Sällskapet Kultur och Vision. Torgny Larsson började modelleringen av myror 2011, efter noggranna studier av skogsmyran, Formica rufa, på Naturhistoriska Riksmuseet i Stockholm. Myrorna göts av konstgjutarna Adrian Andreescu och Ioanid Ovidiu på Pogany Art. De 12 m höga barren har brons-metalliserats i Rumänien. De två svarta diabasblocken, totalvikt över 14 ton, som utgör basen, kommer från Brobygranit i Skåne. De var från början ett massivt block som sågades mitt itu. Skulpturen färdigställdes under våren 2014. I projektet har förutom skulptören ett femtiotal personer samt ett tiotal företag medverkat.   